# 上萨克森行政圈

上萨克森行政圈

上萨克森行政圈（德语：Obersächsischer Reichskreis）是神圣罗马帝国的一个行政圈，创建于1512年奥格斯堡帝国会议。
该圈子由萨克森选侯（行政圈的负责人）和勃兰登堡选侯主导。它还包括萨克森恩斯特诸公国和波美拉尼亚。因1635年的布拉格和约而归属萨克森的卢萨蒂亚未被划入。